# 1970년 조선소 노동자 희생자 기념비

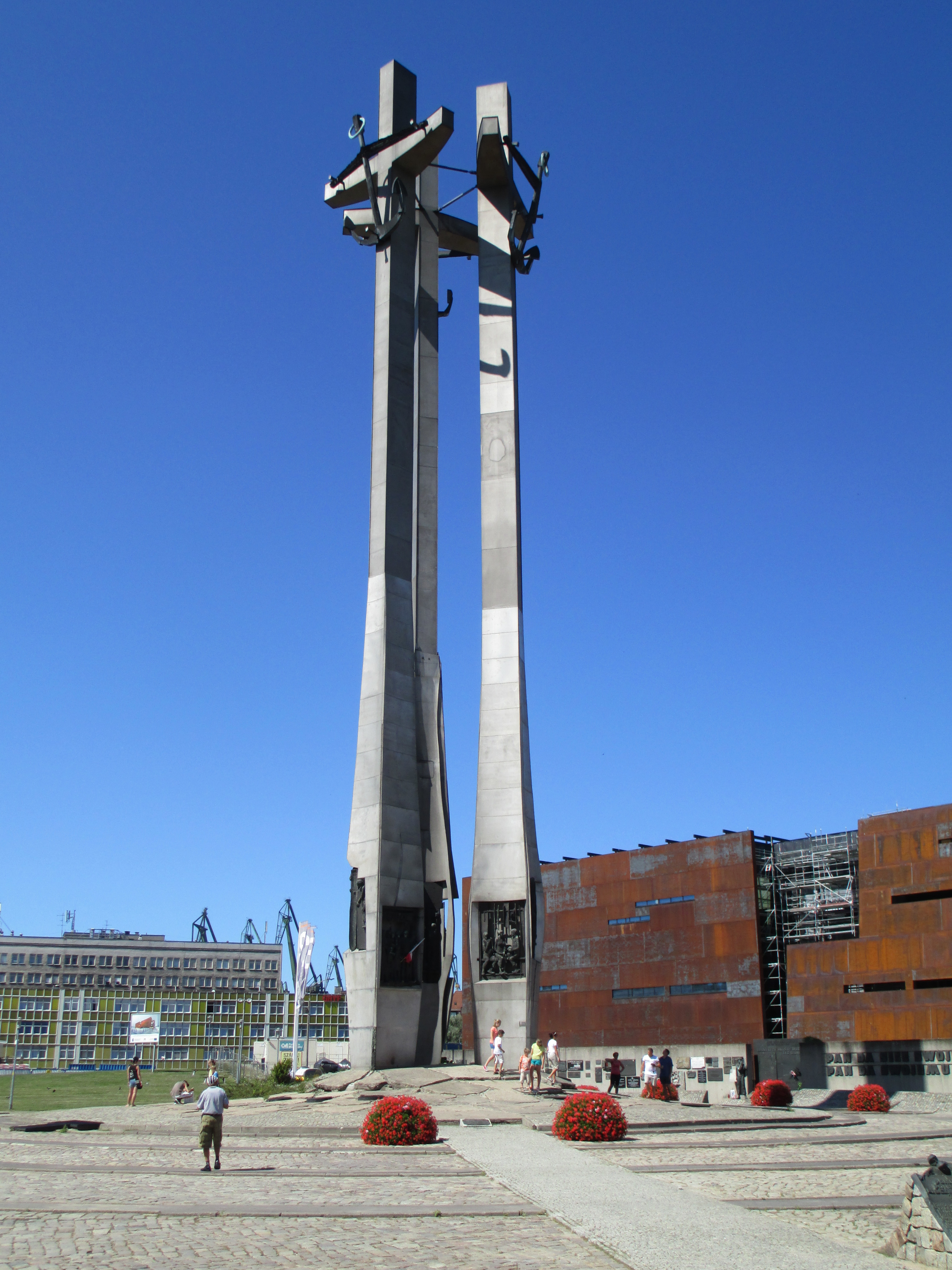
1970년 조선소 노동자 희생자 기념비

1970년 조선소 노동자 희생자 기념비(폴란드어: Pomnik Poległych Stoczniowców 1970)는 폴란드 포모제주 그단스크에 있는 기념비다. 닻이 있는 세 개의 십자가 형태의 기념비로, 1970년 12월 사건의 희생자들을 기념하며, 그단스크 연대 광장에 위치하고 있다. 그단스크 조선소 (당시 레닌 조선소) 2번 문은 처음 살해된 네 사람(카지미에시 스토예츠키, 예지 마텔스키, 안제이 페르진스키, 스테판 모시에비츠)이 죽은 곳에서 그리 멀지 않은 곳이다. 1980년 12월 16일에 공개되었다. 당시 공산주의 국가에서 공산주의 탄압의 희생자들을 기리는 최초의 기념비다.